# Amanecer en mi tierra
 Amanecer en mi tierra es una película de Argentina filmada en colores dirigida por Ulises de la Orden sobre el guion de Mariano Starosta que se estrenó el 30 de mayo de 2019.

## Sinopsis
La unión de Vecinos Sin Techo y el Lof Mapuche Curruhuinca logró que una ley nacional les entregara en propiedad mancomunada 400 hectáreas de tierra que estaban bajo la administración del ejército donde están construyendo 250 viviendas en San Martín de los Andes, una ciudad apreciada por la belleza de sus paisajes y los deportes de montaña.

## Reparto
Participaron en el filme las siguientes personas:
- Juan Bustamante	...	Él mismo
- Nacho Ferreria	...	Él mismo
- Alejandra Debonis	...	Ella misma
- Gladys Morales	...	Ella misma

## Críticas
Adolfo C. Martínez en La Nación escribió:

” El director...logró un documental que registra, con pasión y ternura, las asambleas, los avances, las dudas y las críticas al poder político en que se vieron empeñados esos hombres y mujeres para salir adelante en esa empresa tan rica como compleja. El film constituye una mirada fundamental a la hora de inspirar iniciativas similares no solo en la Argentina, sino también en toda América Latina.”

Juan Pablo Cinelli en Página 12 opinó:

” Uno de los subgéneros recurrentes dentro del vasto universo del documental en la Argentina es el del testimonio social. …Amanecer en mi tierra… registra las luchas del Barrio Intercultural…una exitosa y poco conocida iniciativa (que) permitió la creación de este barrio, levantado de manera cooperativa por sus propios habitantes en un territorio restituido...le permite al espectador no sólo ser testigo del trabajo común que los integrantes de la comunidad realizan para generar sus propias viviendas, sino también de una labor mucho más importante: la de construir una conciencia común que se afianza en el compromiso social de poner el interés colectivo por delante de lo individual.
Amanecer en mi tierra puede resultar informativo y hasta educativo para quienes ignoren cómo viven otros fuera del limitado espacio de sus propias realidades, o para conocer un modo muy distinto de organización social. La mirada del director es eficaz en tanto registra con detalle cada instancia, desde el minuto a minuto en la construcción de una vivienda comunitaria, pasando por las complejas asambleas vecinales, hasta los desafíos y problemas políticos y económicos que el barrio enfrenta en su vinculación con las instituciones estatales. El tipo de dispositivo formalista elegido...resulta perfecto para acumular y transmitir una gran cantidad de información, pero nunca consigue integrarse al sujeto que retrata. Aunque la empatía con los protagonistas de la historia es evidente, la mirada de la película es siempre externa, como la de un visitante que no consigue apropiarse de la esencia de lo ajeno.